# Foryngelseskuren
Foryngelseskuren er en dansk animationsfilm fra 1921 instrueret af Robert Storm Petersen.

## Handling
Denne artikel mangler et handlingsreferat. Hjælp os med at skrive det.